# Cortes de Atouguia de 1375
É incerto se estas Cortes, no tempo de el-rei D. Fernando I, se chegaram de facto a realizar. A única notícia existente sobre a sua provável reunião na Atouguia, em Setembro de 1375, refere que: «presente muitos homens bons de Santarém, e do dito lugar da Atouguia, e de outros muitos lugares», foi então publicada a lei de 13 de Setembro desse ano, datada da Atouguia, respeitante às jurisdições dos fidalgos.
Obras eruditas dos séculos XVIII  e XIX, ora na esteira das próprias Ordenações Afonsinas, ora da Monarquia Lusitana (neste segundo caso, com considerável margem de erro nas afirmações produzidas), fazem-lhes referência. Já nos finais do século XX, além de em obras académicas como a que foi coordenada por Oliveira Marques, encontramos ainda menções a tais Cortes na bibliografia local.